# Prorella gypsata
Prorella gypsata är en fjärilsart som beskrevs av Augustus Radcliffe Grote 1882. Prorella gypsata ingår i släktet Prorella och familjen mätare. Inga underarter finns listade i Catalogue of Life.